# Mainà de Krefft
El mainà de Krefft (Mino kreffti) és un ocell de la família dels estúrnids (Sturnidae). El seu estat de conservació es considera de risc mínim.
El nom específic de Krefft fa referència al naturalista alemany Gerard Krefft (1830-1881), conservador del museu australià, a Sydney.

## Hàbitat i distribució
Habita els boscos de les illes Aru, Salawati, Batanta, Misool, Yapen, arxipèlag Bismarck i les Illes Salomó.